# Rage 2
Rage 2 (Stilisierung: RⒶGE 2) ist ein von den Avalanche Studios und id Software entwickeltes Ego-Shooter-Videospiel für Microsoft Windows, PlayStation 4, Google Stadia und Xbox One. Es ist der Nachfolger von Rage.

## Handlung
Die Spieler übernehmen die Kontrolle über Walker, den letzten Ranger, der in einer von gefährlichen Mutanten bewohnten Welt überleben muss, nachdem diese von einem Asteroiden getroffen wurde. Die Mehrheit der Menschheit starb, nur eine trostlose Einöde blieb zurück. Während neue Siedlungen und Fraktionen entstanden, erklärte sich eine Gruppe namens Authority zur neuen Militärmacht. Diese ist auf der Suche nach einer wertvollen Nanotechnologie, um ihre Diktatur zu festigen.

## Spielprinzip
Die Spieler können das Geschlecht, die Fähigkeiten und das Aussehen von Walker anpassen. Walker kann mit verschiedenen Schusswaffen und Werkzeugen gegen Feinde kämpfen. Spieler können Walkers Fähigkeiten mit Nanotrite-basierten Kräften weiterentwickeln. Durch einen Modus namens Overdrive verursachen Walkers Waffen mehr Schaden. Das Spiel bietet auch Fahrzeugkämpfe, einschließlich Lastwagen, Buggys und Gyrocoptern, wobei der Spieler jedes Fahrzeug in der Welt des Spiels steuern kann.

## Technik
Rage 2 nutzt die Apex-Game-Engine von Avalanche Studios anstelle von id Tech. Die Apex-Engine ermöglichte es dem Team, detaillierte Innenumgebungen sowie weitläufige Außenbereiche zu erstellen und den Spielern den Übergang zwischen diesen Welten zu ermöglichen, ohne dass Bildschirme geladen werden müssen.

## Rezeption
Für Gamereactor Deutschland sei Rage 2 ein Hingucker durch die farbenfrohen Designs. Den hohen Erwartungen könne es jedoch nicht standhalten. Das Spielprinzip mache zwar Spaß, aber wiederhole sich zu stark. Es erinnere dabei an die letzten Teile der Far Cry Serie. Durch die Kombination von Nahkampf mit einer offenen Spielwelt seien die Kämpfe stark voneinander isoliert und die Spielwelt böte kaum entdeckenswertes. Selbst die Schlachten mit Autos bleiben unspektakulär. Der Spiegel betitelte es als sinnfreie Mischung aus Mad Max und Doom. Erzählerisch sei es schwach. Die Gewalt sei übertrieben. Trotz aller Geschmacklosigkeit bleibe der Spielspaß hoch. Es sei ein brachialer Shooter und dieses Kernelement sei gut umgesetzt. Die Nebenaufgaben seien eintönige Fleißarbeiten. Verbesserungen der Waffen seien motivierend und wirken merkbar besser. Wie auch bei anderen Titeln des Studios sei die offene Welt schön gestaltet, aber spielerisch schwach und beliebig wirke. Die Schießereien kommen nicht ganz an Doom heran. Die offene Spielwelt könne mit Red Dead Redemption 2 oder Assassin’s Creed Origins qualitativ nicht mithalten.